# Єлачич Олексій Кирилович
Олексій Кирилович Єлачич (серб. Алексеј Кириловић Јелачић; 18 (30) січня 1892, Київ — 24 жовтня 1941, Белград) — сербський історик, публіцист і журналіст сербсько-російського походження.

## Біографія
Народився у Києві 118 (30) січня 1892 року. Походив із спадкових дворян Казанської губернії. Син Кирила Миколайовича Елачича (1869—1895) та дружини його Людмили Костянтинівни, уродженої Помазанської (1870—1935). Двоюрідний племінник композитора Ігоря Стравинського, з яким підтримував зв'язок в еміграції.
Закінчив Київську 1-ю гімназію із золотою медаллю (1909) та історико-філологічний факультет Санкт-Петербурзького університету (1914). Залишився при університеті на кафедрі історії.
Одружився з дочкою підполковника Марії Олександрівни Карпицькій (1886—?). Вінчання відбулося у церкві Апп. Петра та Павла при Санкт-Петербурзькому університеті 2 квітня 1912; поручителі за нареченим: генерал-майор Михайло Коцаревський, студент Гірського інституту Микола Кіх та студент історико-філологічного факультету Санкт-Петербурзького університету Михайло Георгіївський, а за нареченою: статський радник Микола Єлачич, студент історико-філологічного факультету Імператорського С.- Петербурзького університету Гаврило Єлачич та артист Російської опери Гурій Стравінський.
Був землевласником Проскурівського повіту Подільської губернії (1003 десятини при селі Ходаківці).
У 1917 році перейшов до Київського університету, де в 1918 році встиг здобути ступінь магістра за дисертацію «Самодержавство і народ у Росії XVIII століття». З 1919 року викладав у Кам'янці-Подільському.
1920 року емігрував до Югославії. Працював учителем середньої школи в Скоп'є (1920—1924), Плєвлі та Приштині (1924—1925). 1925 року він отримав ступінь доктора філософії Люблянського університету за роботу «Селянський рух у Хорватії та Славонії в 1848—1849 рр.».
З 1925 — професор університету в Скоп'є; на філософському факультеті викладав історію Росії та західнослов'янську історію; також викладав у середній школі Скоп'є. У 1932 році викладав у Крушеваці, потім повернувся до Скоп'є.
Після початку війни 1941 року викладав у Лесковацькій гімназії.
Автор досліджень на історичні та літературні теми (про протопопа Авакума, про Достоєвського, про історію Росії, про російську революцію, про історію Чехословаччини, Польщі та ін.). Викладав на філософському факультеті Скоп'є до 1941 року.
Помер у Белграді 24 жовтня 1941 року. Похований на російському цвинтарі.

## Роботи
- Російська революція та її походження . — Загреб, 1925. 194 с. (сербською мовою)
- Історія Росії . — Белград, 1929. 300 с. (Сербською мовою).
- Чехословацька історія. — Белград, 1930. 143 с. (Сербською мовою).
- На преломі. — Скоплє, 1933. 80 с. (Сербською мовою).
- Історія Польщі. — Скоплє, 1933. 112 с. (Сербською мовою).
- Російська соціальна думка ХІХ століття. — Белград, 1934. 100 с. (Сербською мовою).
- Сучасна Чехословаччина. — Скоплє, 1938. 119 с. (Сербською мовою).
- Росія та Балкани . — Белград, 1940. 120 с. (Сербською мовою).